# Walerij Łukjanczenko
Walerij Wasiljewicz Łukjanczenko (ros. Валерий Васильевич Лукьянченко, ur. 14 maja 1942 we Władywostoku) – radziecki florecista, złoty medalista mistrzostw świata.
Podczas mistrzostw świata w Ankarze w 1970 roku reprezentacja ZSRR w składzie: Wiktor Putiatin, Leonid Romanow, Anatolij Kotieszew, Wasyl Stankowycz i Walerij Łukjanczenko zdobyła złoty medal w zawodach drużynowych. Był to jego jedyny medal wywalczony w zawodach tego cyklu.
Nigdy nie wystąpił na igrzyskach olimpijskich.